# Prevostura di San Lorenzo di Oulx
La Prevostura di San Lorenzo di Oulx o Prevostura di Oulx è stato il principale centro di coordinamento per la religione cattolica in alta Val di Susa, dall'XI secolo al XVIII secolo. Sorgeva lungo la via che conduceva al Colle del Monginevro, antico accesso alla Francia meridionale battuto dai pellegrini che si recavano a Santiago di Compostela. Dalla Prevostura dipendevano più di quaranta chiese parrocchiali in Val di Susa e nella Valle di Pragelato, facendone per secoli l'istituzione religiosa secolare più importante della Valle di Susa, anche tramite il controllo del centro di coordinamento canonicale della Bassa Valle di Susa, la Pieve battesimale di Santa Maria Maggiore.

## Storia
La Prevostura nasce probabilmente intorno alla prima metà dell'XI secolo nella piana di Oulx grazie a un gruppo di sacerdoti locali, nel sito di un più antico centro religioso denominato Plebs martyrum danneggiato dalle scorrerie saracene e probabilmente dipendente dall'Abbazia di Novalesa. Questa denominazione compare nel Chronicon Novalicense riferendosi al presunto martirio di due monaci benedettini della Novalesa, Giusto e Flaviano, che qui sarebbero stati uccisi durante le scorribande saracene; da alcuni viene ricondotta alla corruzione del nome romano Statio ad Martis, stazione di posta della Via Domizia o Via Cozia diretta da Segusio (Susa) al Monginevro e quindi in Gallia e della quale è stato rinvenuto un miliario romano. Il vescovo di Torino Cuniberto nel 1065 riconobbe alla Prevostura il possesso di più di quaranta chiese delle Valli di Susa e di Pragelato (tra cui l'antica Chiesa di Santa Maria Maggiore di Susa) e il Priorato di San Giusto di Mentoulles e l'adozione della regola canonicale agostiniana.
Nel 1240 la Prevostura addivenne al controllo esclusivo di Chiomonte, grazie a una serie di permute con l'Abbazia benedettina di San Giusto di Susa e soprattutto la Casa Ospedaliera Gerosolimitana di Chiomonte (di cui ancora si conserva la chiesetta in stile romanico-provenzale) che si occupava dell'assistenza dei pellegrini del ramo della Via Francigena della Valle di Susa diretto in Provenza tramite il Monginevro . Il paese di Chiomonte venne costituito in feudo ecclesiastico, l'unico dell'Alta Valle Susa.
Gravemente danneggiato durante le guerre di religione tra Cattolici e Riformati nel terzo quarto del XVI secolo, il complesso della Prevostura venne restaurato dai Birague nel XVII secolo. Nel 1748 la Prevostura fu soppressa e annessa alla nascente Diocesi di Pinerolo. Le chiese dipendenti da essa in Valle di Susa passarono successivamente alla Diocesi di Susa istituita nel 1772.
La storia della Prevostura è intrecciata con le vicende storico-politiche della Valle di Susa. La piana di Oulx entrerà infatti a far parte del Delfinato, ma tramite il controllo del complesso canonicale della Pieve battesimale di Santa Maria Maggiore la Prevostura sarà il più influente centro di organizzazione religiosa sulle chiese della Bassa Valle di Susa, posta invece sotto il controllo politico di Casa Savoia.

## Descrizione

### Esterno
Attualmente la chiesa intitolata al Sacro Cuore di Gesù è una ricostruzione della Chiesa di San Pietro del 1886, terminata nel 1895 e consacrata nel 1904.

### Struttura architettonica antica
Il complesso doveva essere composto da due chiese, una maggiore dedicata a San Lorenzo e una minore dedicata a San Pietro, un ospicium pauperum anche utilizzato per i pellegrini, una casa de seniores e altre strutture di servizio. Poco rimane dell'antica prevostura, se non il Campanile della Chiesa di San Pietro, ora campanile della Chiesa del Sacro Cuore di Gesù, il Palazzo del Prevosto, la torre Richelmy e l'arcone di ingresso al complesso.
Probabilmente l'antica chiesa era sormontata da un tiburio, segno di elevate ambizioni costruttive, edificato da maestranze lombarde.